# The Worldly Madonna
The Worldly Madonna è un film muto del 1922 diretto da Harry Garson. Sceneggiato da Sada Cowan, era interpretato da Clara Kimball Young nel doppio ruolo di due gemelle, William P. Carleton, Richard Tucker. Il film fu prodotto dalla Harry Garson Productions.

## Trama
La cantante Lucy Trevor crede di avere ucciso il politico John McBride e, per salvarsi, chiede a Janet, la sorella gemella che è entrata come novizia nel convento di Sant'Anna, di potere scambiare il suo posto con lei. Così, mentre Lucy si nasconde tra le suore, Janet comincia a lavorare al Café Cubista, ottenendo un discreto successo. Quando John McBride si riprende dalla ferita, Janet si innamora di lui. Sia McBride che Janet (creduta Lucy), però, vengono accusati da Alan Graves di un delitto, in realtà commesso da Ramez, che confessa la sua colpa. Le manovre di Graves, che non tiene conto di Ramez, si motivano come un modo per ottenere il pieno controllo su McBride. Lucy, da parte sua, confessa di essere una tossicodipendente, ma nega recisamente di essere coinvolta nel fatto criminoso. McBride dichiara poi il suo amore per Janet mentre Lucy, che in convento ha ritrovato la serenità perduta, decide felice di redimersi e diventare suora.

## Produzione
Le riprese del film, prodotto dalla Harry Garson Productions, durarono da fine novembre 1921 ai primi del 1922.

## Distribuzione
Distribuito dalla Equity Pictures Corporation, il film uscì nelle sale statunitensi dopo essere stato presentato in prima o il 15 aprile o il 1º maggio 1922.

Copia completa della pellicola si trova conservata in un archivio privato. Il film è stato distribuito dalla Grapevine ed è disponibile anche su Movies Unlimited, Facets, PicPal, Nostalgia Family Video, Ebony Showcase Theatre, Hollywoods Attic, TV Video, Ronny Cramer's Cult Film Site e altri.